# مجلس الوكلاء الحجازي
مجلس الوكلاء هو الحكومة أو مجلس الوزراء في مملكة الحجاز.

## مجلس الوكلاء الأول
في اليوم التالي من مبايعة الشريف حسين بن علي ملكا، أصدر خطابًا عيَّن فيه أول حكومة في عمر المملكة.
| الوكالة                        | الوكيل                            | بداية المنصب   | نهاية المنصب   | الملاحظات                                                               |
| ------------------------------ | --------------------------------- | -------------- | -------------- | ----------------------------------------------------------------------- |
| رئيس الوكلاء                   | الأمير علي                        | 5 أكتوبر 1916  | أكتوبر 1924    |                                                                         |
| نائب رئيس الوكلاء وقاضي القضاة | الشيخ عبد الله سراج               | 5 أكتوبر 1916  | 3 أكتوبر 1924  | رئيس الوكلاء للفترة 3 أكتوبر 1924 – نوفمبر 1925                         |
| وكيل الداخلية                  | الأمير فيصل                       | 5 أكتوبر 1916  | ؟؟             | لم يستلم منصبه فعلا بسبب انشغاله بالمعارك لاحقا ملك سوريا ثم ملك العراق |
| وكيل الداخلية                  | الشريف عبد الله صهر الحسين        | ؟؟             | ؟؟             | خلفا للأمير فيصل                                                        |
| وكيل الخارجية                  | الأمير عبد الله                   | 5 أكتوبر 1916  | 7 يونيو 1920   | كذلك نائبا عن وكيل الداخلية لاحقا أمير شرق الأردن                       |
| وكيل الخارجية                  | الشريف شرف بن عبد المحسن البركاتي | 1921           | ؟؟             |                                                                         |
| وكيل الخارجية                  | مساعد اليافي                      | ؟؟             | ؟؟             |                                                                         |
| وكيل الخارجية                  | فوزي البكري                       | ؟؟             | ؟؟             |                                                                         |
| وكيل الخارجية                  | فؤاد الخطيب                       | ؟؟             | 3 أكتوبر 1924  | شغل المنصب حتى مغادرة الشريف حسين                                       |
| وكيل الحربية                   | الشيخ عبد العزيز المصري           | ؟؟؟            | 18 سبتمبر 1916 | رئيس أركان الحرب ووكيل رئاسة الجند                                      |
| وكيل الحربية                   | البكباشي محمود القيسوني           | 18 سبتمبر 1916 | 24 يوليو 1920  |                                                                         |
| وكيل الحربية                   | صبري بك العزاوي                   | 24 يوليو 1920  | ؟؟؟            |                                                                         |
| وكيل المعارف                   | الشيخ علي مالكي                   | 5 أكتوبر 1916  | ؟؟             |                                                                         |
| وكيل المعارف                   | الشيخ كامل القصاب                 | ؟؟             | ؟؟             |                                                                         |
| وكيل المعارف                   | عبد الله الزواوي                  | ؟؟             | ؟؟             | مفتي الشافعية                                                           |
| وكيل المنافع العمومية          | الشيخ يوسف قطان                   | 5 أكتوبر 1916  | ؟؟             |                                                                         |
| وكيل الأوقاف                   | الشيخ محمد أمين كتبي              | 5 أكتوبر 1916  | ؟؟             |                                                                         |
| وكيل الأوقاف                   | الشريف ناصر بن شكر                | ؟؟             | ؟؟             |                                                                         |
| وكيل المالية                   | الشيخ أحمد باناجة                 | 5 أكتوبر 1916  | ؟؟             |                                                                         |
| إدارة البرق والبريد            | الشيخ عبد القادر غزاوي            | ؟؟             | ؟؟             | [ 2 ]                                                                   |
| إدارة الصحة                    | الدكتور نديم صلاح                 | ؟؟             | ؟؟             | [ 2 ]                                                                   |
| إدارة الصحة                    | خليل الحسيني                      | ؟؟             | ؟؟             |                                                                         |
| إدارة الصحة                    | محمد الحسيني                      | ؟؟             | ؟؟             |                                                                         |

## مجلس الوكلاء الثاني
بعد أن تنازل الشريف حسين عن الملك لابنه الملك علي، كان من ضمن الوكلاء الأسماء التالية:
- شغل الشيخ عبد الله سراج منصب رئيس الوكلاء للفترة 3 أكتوبر 1924 – نوفمبر 1925
- محمد طاهر الدباغ، شغل منصب وكيل المالية في أواخر العهد الهاشمي[3]